# 筏子溪
筏子溪位於台中盆地的西部地帶，屬於烏溪水系，主流長度12.79公里，流域面積132.6平方公里。

## 地理水文

### 地理
筏子溪是一條平地河川，河床十分寬淺。目前主要功能為提供沿岸農田的灌溉用水和排水。筏子溪的流向主要呈北北東向南南西，流經行政區有臺中市神岡區、大雅區、烏日區、西屯區以及南屯區。筏子溪流域由於腹地廣大，加上開發較少，故許多穿越台中市的台灣南北交流動脈，例如中山高速公路、台灣高速鐵路、台74線中彰快速道路，皆係沿著筏子溪的兩側興築。

### 水文
其源流出至葫蘆墩圳系統的五汴分流（位於臺中市神岡區岸裡里西北角的「五汴」），後先向西南西沿岸裡里、社口里、社南里西北邊界流，匯集雷公埤圳溝後轉向南流入大雅區境內，沿上楓里與員林、大雅兩里交界，流至與三和里交界處匯入東門支線圳道。東門支線續沿三和里、大雅里交界轉向西流入大雅區街區南側匯集土地公汴的紅圳壩仔埤，後改稱大雅排水，轉西南流至橫山里下橫山聚落，與橫山支線圳道，又稱橫山圳排水的十三寮排水在橫山里振興路埤仔腳福德祠會合後，始稱筏子溪。筏子溪本流轉向南流入西屯區，至中山高速公路台中交流道西北側，與港尾仔溪匯合後一路南流又東接麻園頭溪，沿途匯集了大肚台地山麓各野溪與農田的排水後，經台中市西屯區、南屯區兩區，於烏日區注入烏溪。
橫山支線圳道的水源來自於由大甲溪及其支流食水嵙溪取水的葫蘆墩圳本圳，經由軟埤溪及下埤幹線兩次分流後，於五汴再度分流成浮圳、中央支線、南貝支線及橫山支線四條圳道。

## 歷史
筏子溪溪名的由來，是因為以前筏子溪風光明媚，經常有人在溪岸邊垂釣，並以竹筏為水上往來的交通工具，所以習慣稱它為「筏子溪」。筏子溪流域的開發，與台中盆地的開發歷史有關。
在漢人開墾台灣中部之前，筏子溪流域是平埔族的活動範圍。在清廷領台之前，漢人足跡罕至，屬內山地區，長久為巴布薩族貓霧捒社的活動範圍。
從清領時期康熙年間開始，至乾隆末年時，係大量開發時期。為了因應墾殖所需，鑄造犁頭與打製農具的打鐵店舖林立，因而現今的台中市南屯區南屯里，舊名為「犁頭店」。雍正十年（西元1732年），清廷為便於統理，在犁頭店街側邊設立貓霧捒巡檢署，促使犁頭店成為政治、經濟、軍事、文化的機能城鎮，帶動台中盆地的繁榮興盛。墾殖型態主要有兩種，一是「割地換水」，其中以張達京為首的六館業戶於1723年開鑿水圳，利用與原住民換取土地來開墾的方式最為有名。其中，神岡、大雅都是以上述方式開墾而成。另一則是以官方的力量展開有計畫的拓墾，例如清朝台灣總兵張國和藍廷珍先後開墾了南屯、西屯一帶，因而出現「張鎮庄」、「藍興庄」等地名。而筏子溪注入大肚溪的烏日一帶，也於雍正年間，由藍天秀、張嗣徵合資開發，稱「藍張興庄」。
2001年，由於桃芝颱風及納莉颱風造成東海橋上游未興建堤防的流域淹水，突顯筏子溪整治的必要，故由行政院交議，經濟部陳報「筏子溪治理工程實施計畫」，自2005年開始，分三年投入22億6仟6百萬元的經費，其治理範圍為自筏子溪上游大雅排水與十三寮排水合流處至東海橋，長度約4.1公里，調整後之整治範圍為筏子溪上游草湳圳下游處至東海橋約2.5公里，該河段仍維持原計畫100年洪峰流量重現期距保護標準之目標，並已含蓋桃芝、納莉颱風通洪斷面不足造成淹水區域。2009年東海橋擴建工程開始分段施工，並於2010年底完工。在西屯與大雅河段低處仍有淹水情況，水利署已著手規劃中科路橋上游段到大雅農路橋整治，並向上游沿伸300公尺到烏橋河段與景觀，投入工程經費將在7.53億元左右，營造河段長度約11公里。

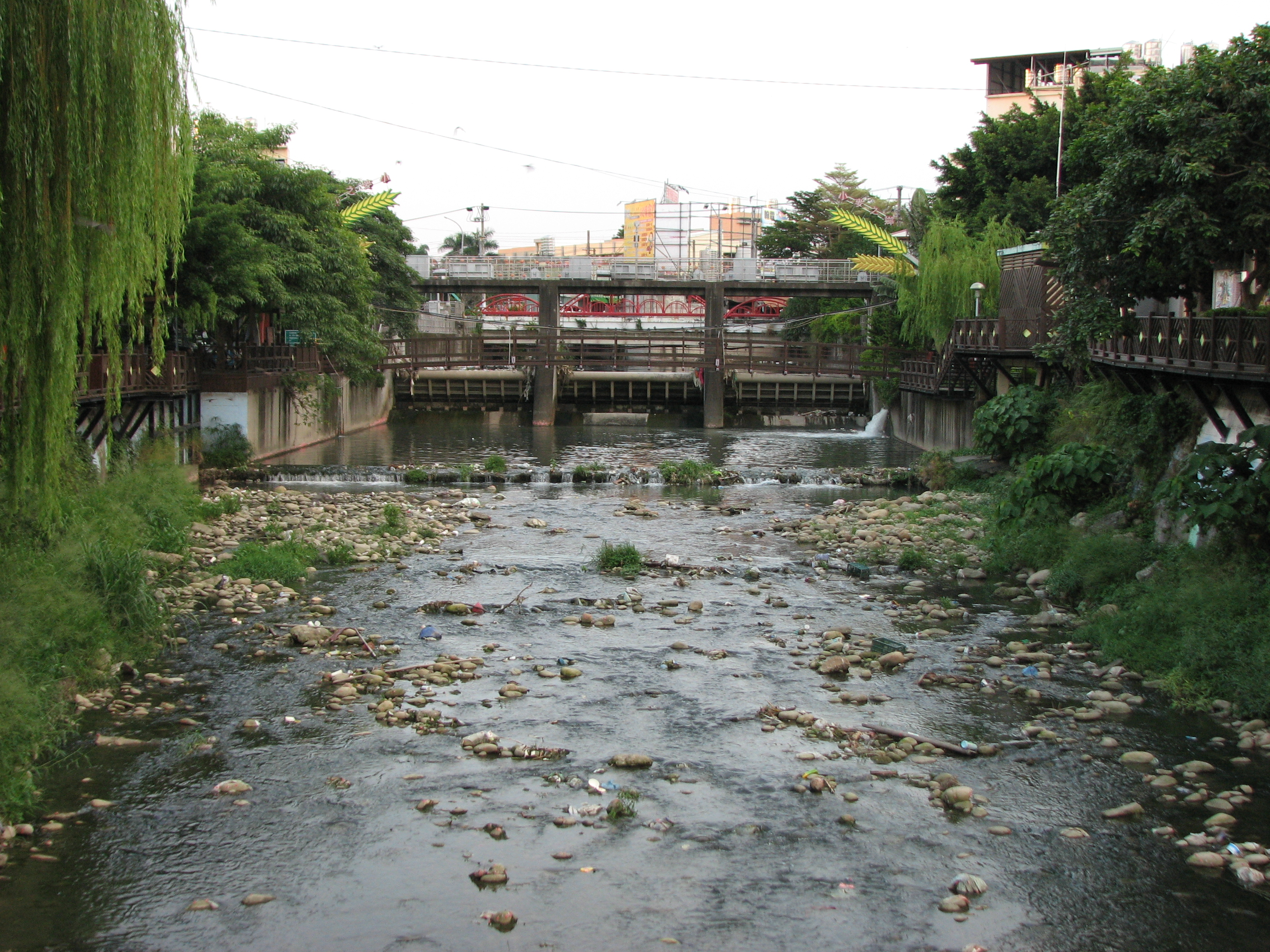
位在臺中市大雅區的紅圳壩仔埤
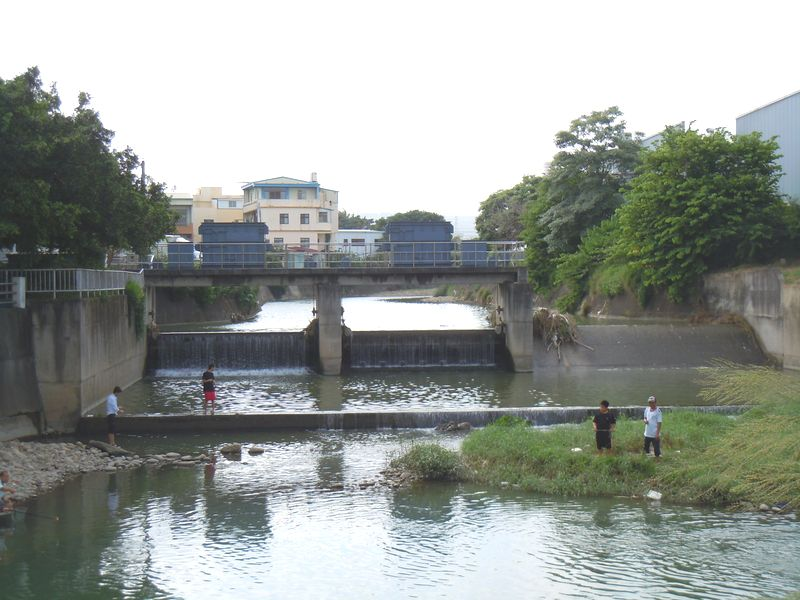
筏子溪源頭會合的源流之一，位在大雅區橫山里振興路埤仔腳福德祠旁
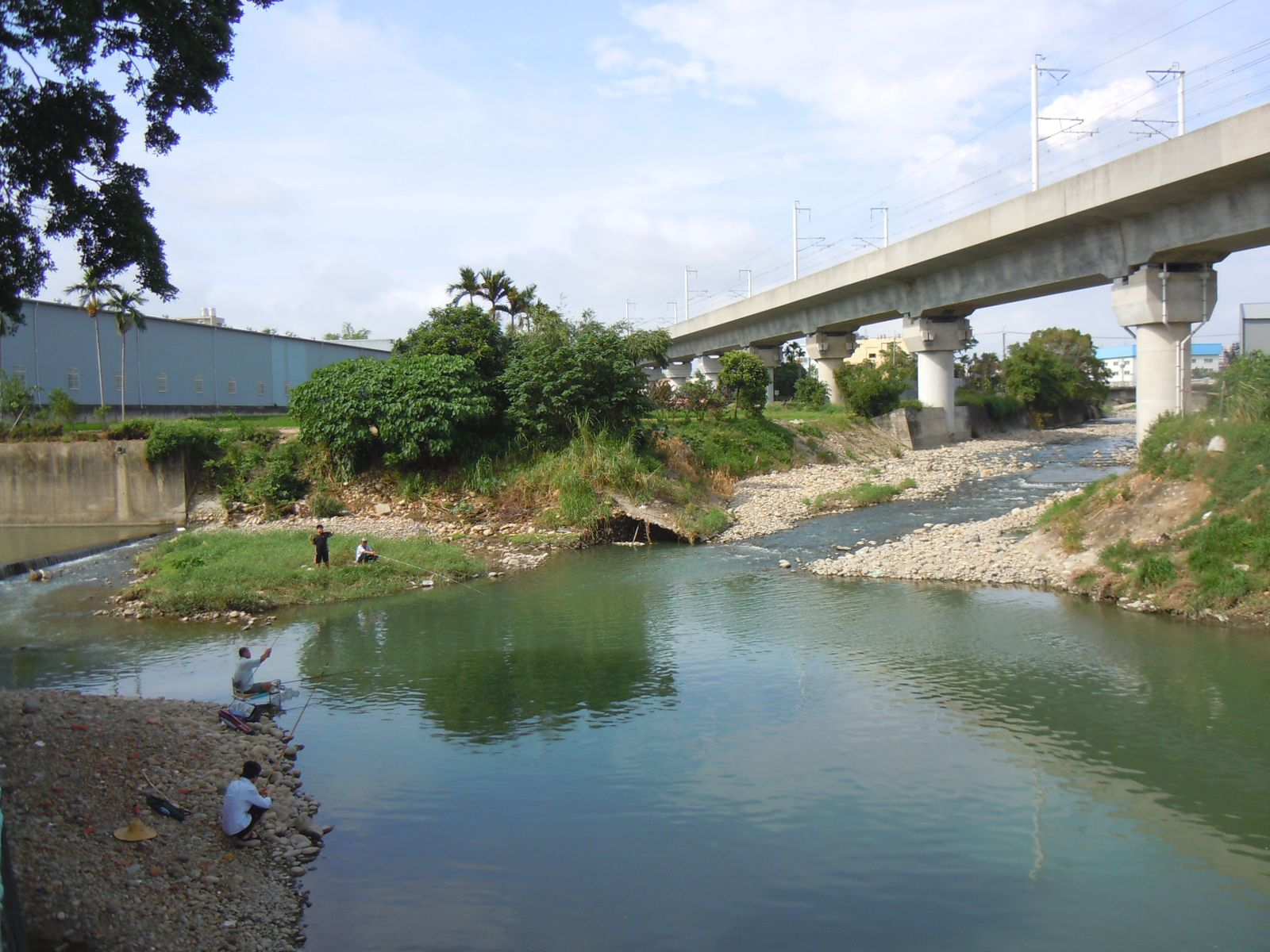
筏子溪源頭位在臺中市大雅區
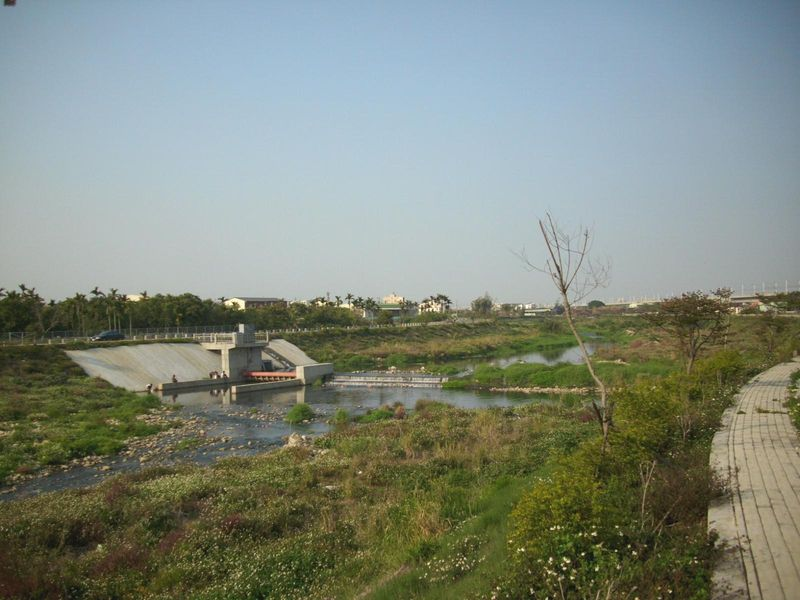
西屯區筏子溪
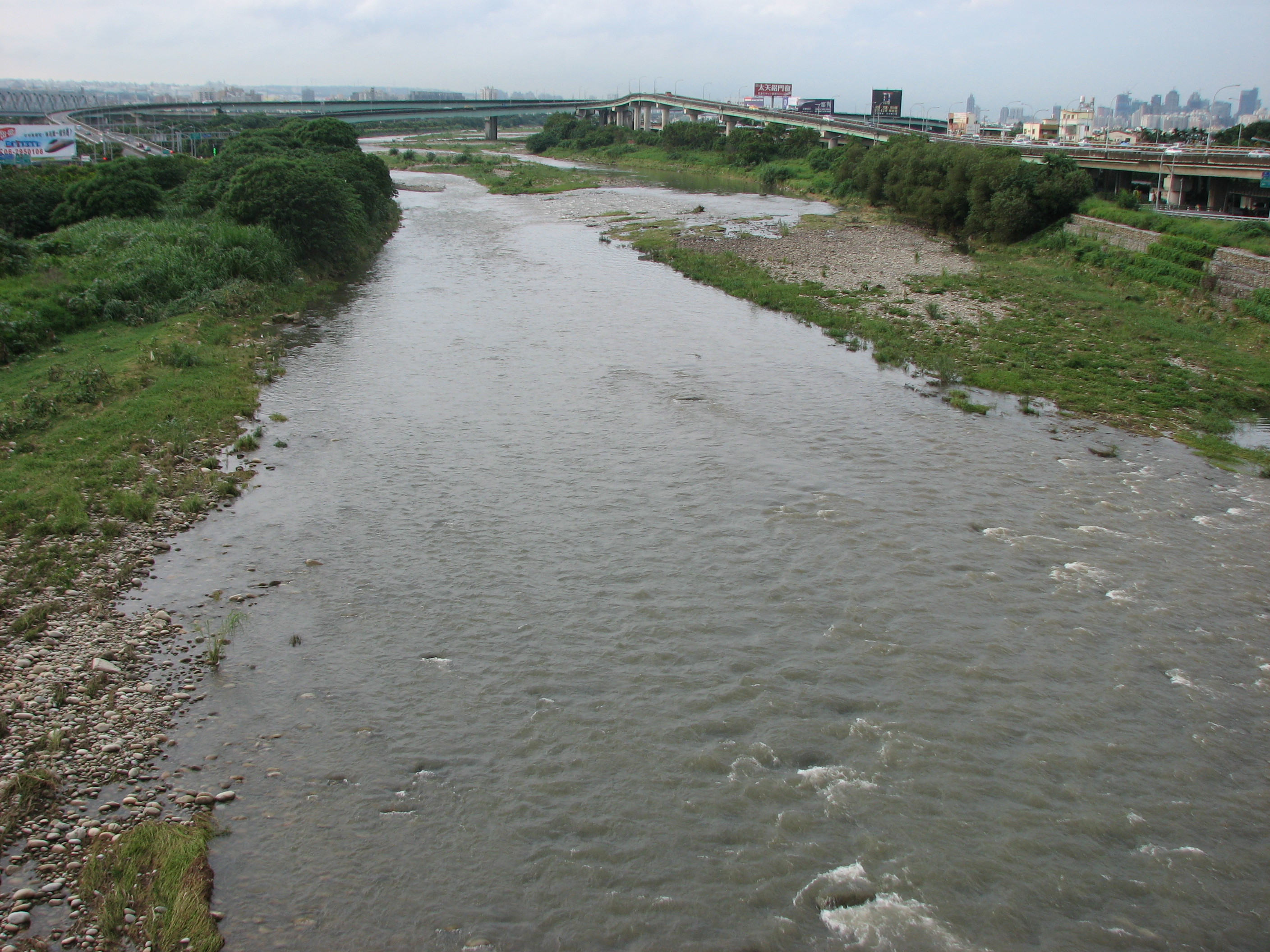
筏子溪下游
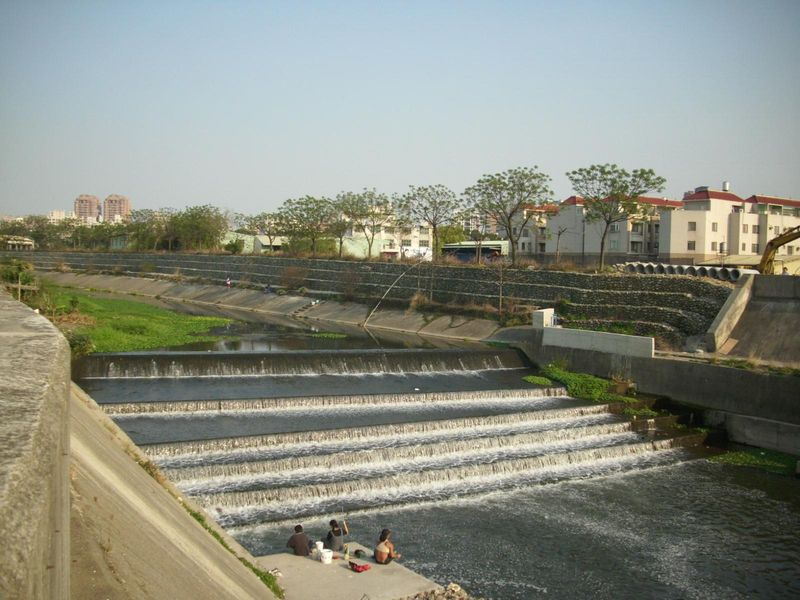
港尾仔溪下游出口處和筏子溪
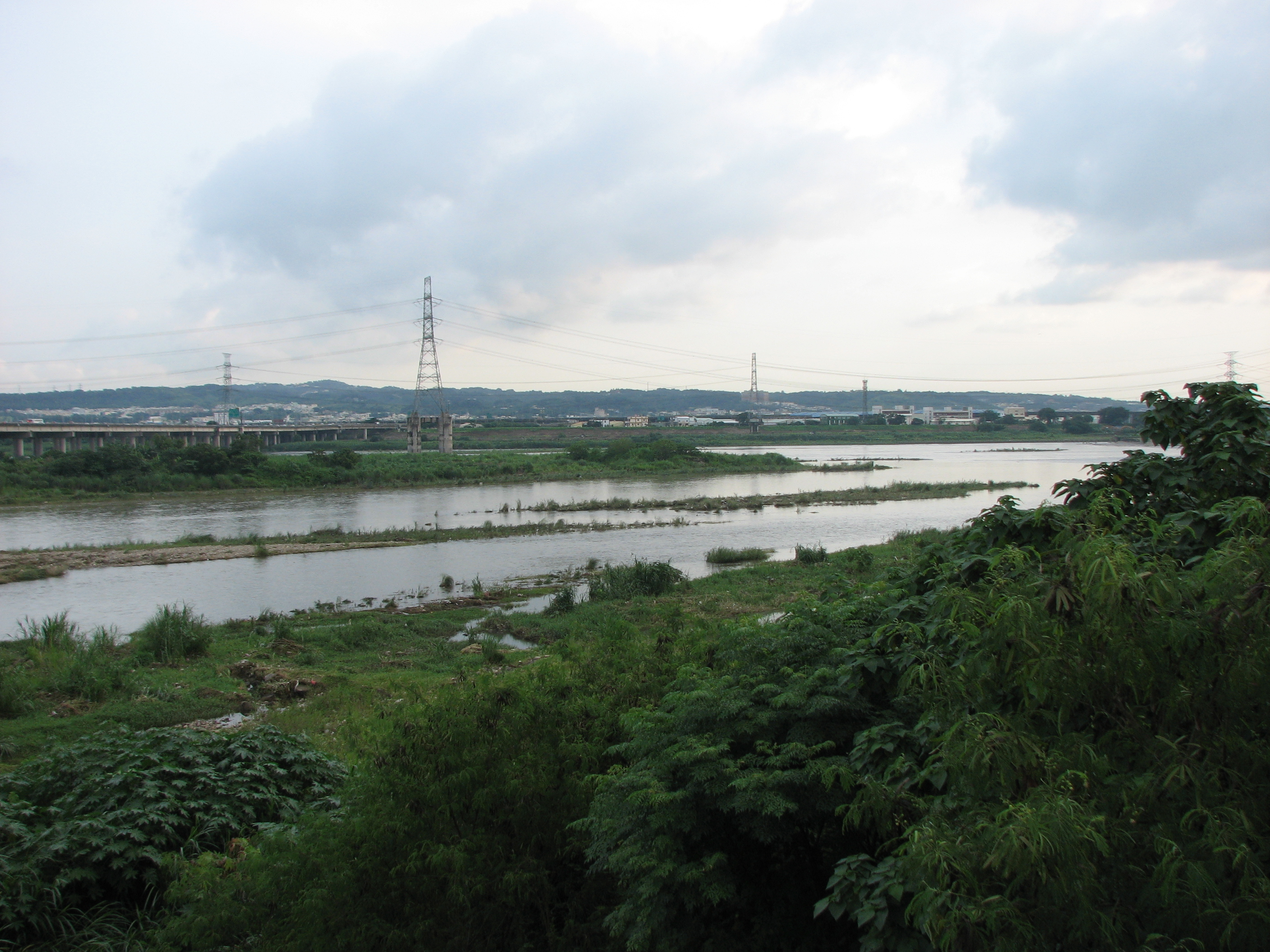
筏子溪與大里溪及烏溪匯流處

## 跨溪橋樑
由北而南，主要有：
- 烏橋（大雅區振興路）
- 中科路橋（中科路）
- 永安橋（西屯路三段）：原名為水堀頭四號橋，2007年改建完成
- 福安橋（福科路）：原名為永安橋，外觀呈藍色之鋼結構拱橋
- 東海橋（台灣大道三段）：因筏子溪整治工程，河寬加長，2009年開始改建
- 虹揚橋（朝馬路）：外觀呈紅色之鋼結構拱橋
- 筏子溪橋（中山高速公路）
- 知高橋（五權西路二段）
- 筏子溪橋（向上路四段）
- 筏子溪橋（永春路）
- 中彰快速道路高鐵台中交流道：連接高鐵路三段的交流道路橋
- 高鐵台中站連絡橋（烏日區建國路）
- 筏子溪橋（臺中捷運綠線）
- 筏子溪橋（臺鐵臺中線）
- 筏子溪橋（台灣高鐵）
- 集泉橋（烏日區中山路二段）
- 環河橋（環河路）

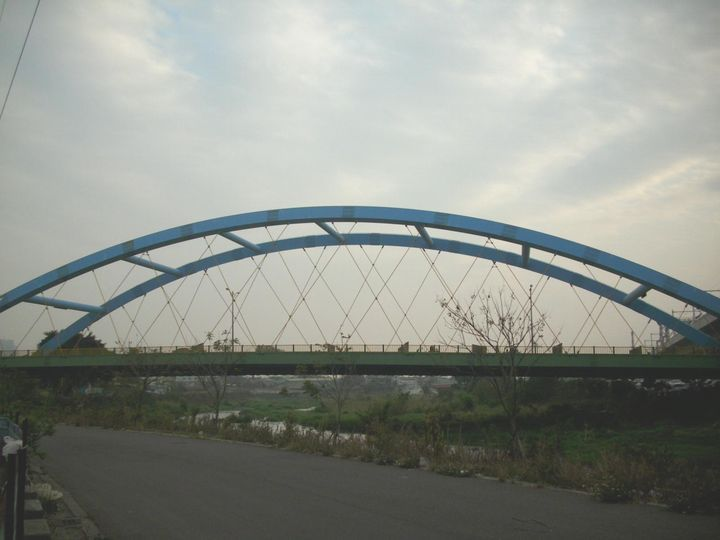
西屯區福科路福安橋
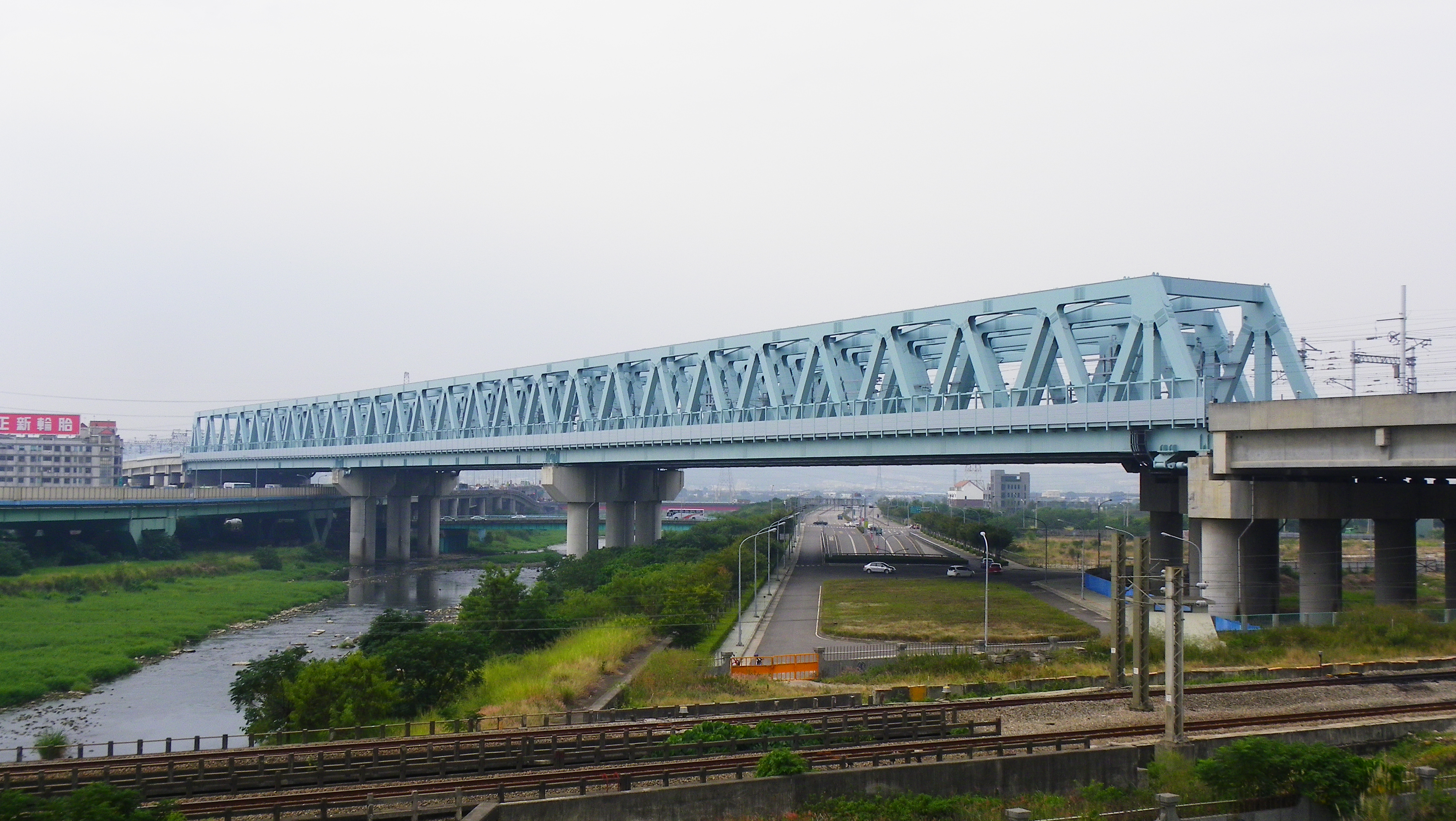
高鐵筏子溪鋼桁架橋
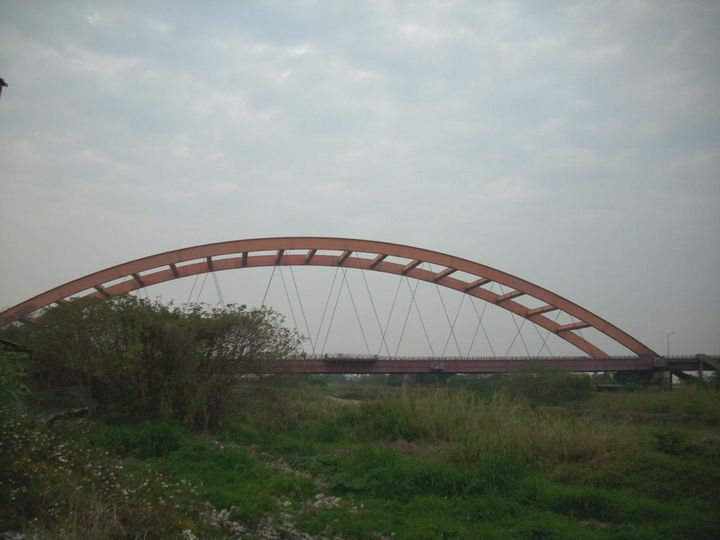
西屯區朝馬路虹揚橋
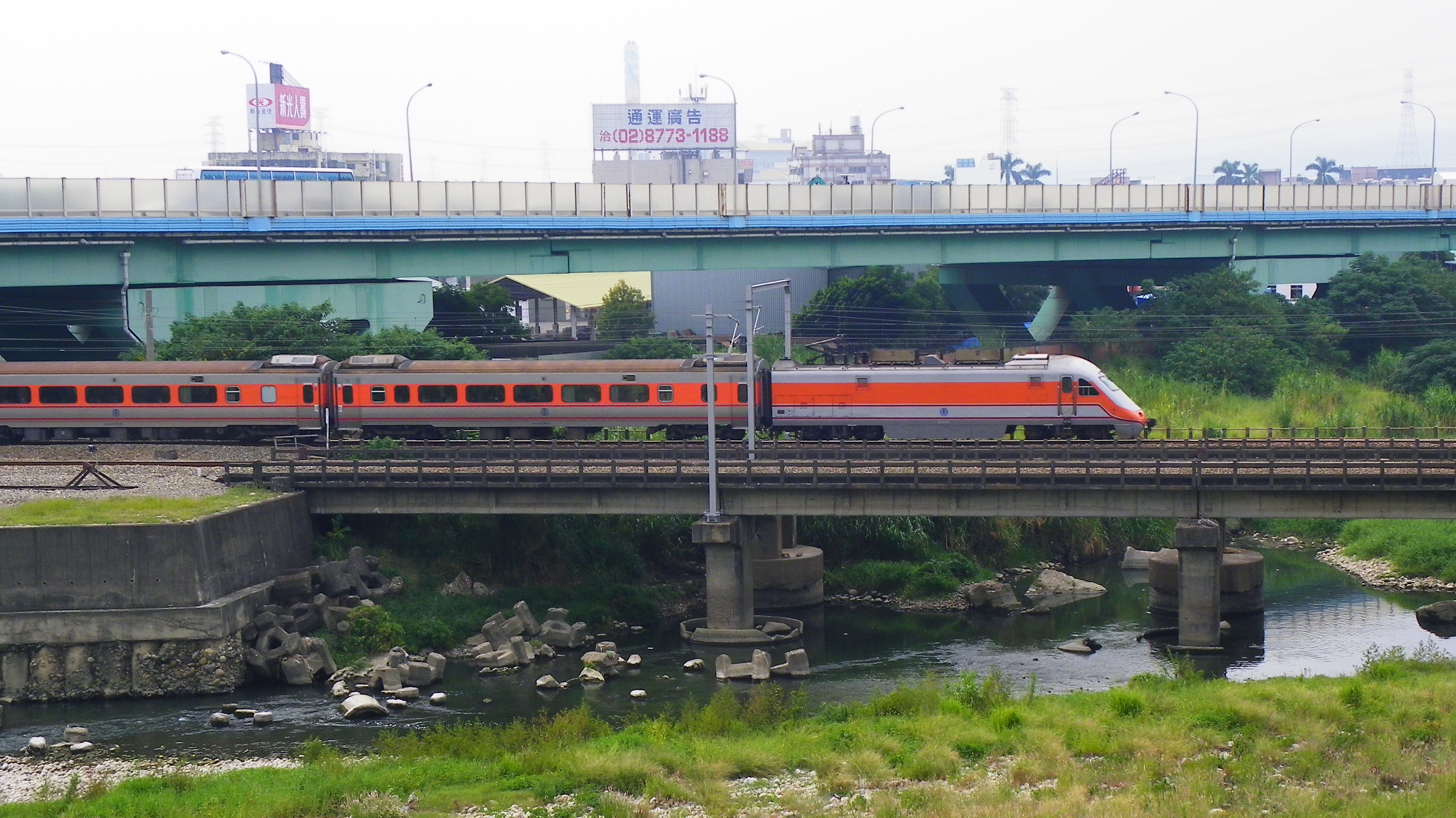
臺鐵筏子溪橋

## 生態
筏子溪為流經台中市河川最富生態資源的河川，在大里溪、旱溪、綠川、柳川、梅川、土庫溪、麻園頭溪因污染而成為排水溝時，筏子溪豐水期水質都能保持在輕度污染的範圍，枯水期則保持在中度污染程度，魚類種數紀錄仍維持有22種之多，河中可見鰻麗科、鰍科、鱧科、鯰科、鯉科等原生魚種。至於鳥類紀錄有五十餘種，留鳥三十多種、冬候鳥近二十種。
污染
隨著筏子溪沿岸的開發，筏子溪漸漸地受到污染。位於筏子溪西側的台中產業園區排放工業廢水入筏子溪，且由於台中市污水下水道接管率仍低，許多未經處理的家庭污水直接排入筏子溪，造成位於台中市境內的筏子溪中游河段污染情形較為嚴重。

## 延伸閱讀
- 《和河川做朋友(筏子溪)：保護河川親子行動手冊》，黃盛璘主編，台北，遠流，1993年 ISBN 9573218356
- 《台灣的河流》，林孟龍、王鑫著，台北，遠足文化，2002年 ISBN 9573049384